# Livro do Desassossego
O Livro do Desassossego é uma das maiores obras de Fernando Pessoa. É assinado pelo semi-heterónimo Bernardo Soares. É um livro fragmentário, sempre em estudo por parte dos críticos pessoanos, tendo estes interpretações díspares sobre o modo de organizar o livro. 

“Nasci em um tempo em que a maioria dos jovens haviam perdido a crença em Deus, pela mesma razão que os seus maiores a haviam tido – sem saber porquê.” 

Assim começam os mais de 500 textos sem qualquer sequência entre si, estando o livro inacabado.

## Interpretações
Teresa Sobral Cunha considera que existem dois Livros do Desassossego. Segundo a estudiosa, que organizou em conjunto com Jacinto do Prado Coelho e Maria Aliete Galhoz a primeira edição do livro editada apenas em 1982, existem dois autores do livro: Vicente Guedes numa primeira fase (1910-20) e Bernardo Soares (final da década de 1920 e metade da década de 1930).
Já António Quadros considera que a primeira fase do livro pertence a Pessoa. A segunda fase, mais pessoal e de índole da escrita de um diário, é a que pertence a Bernardo Soares.

## Edições
- Edição de Pedro Veiga (Petrus) – (páginas escolhidas) Arte & Cultura, 1961, 94 p.
- Edição de Jacinto do Prado Coelho – (recolha e transcrição dos textos de Maria Aliete Galhoz e Teresa Sobral Cunha) 2 vol. Edições Ática, 1982.
- Edição de António Quadros – 2 vol. Publicações Europa-América, 1986. ISBN 9721013005.
- Edição de Teresa Sobral Cunha – 2 vol. Presença, 1990.
- Edição de Richard Zenith – Assírio & Alvim, 1998, 480 p. ISBN 9789723717747.
- Edição de Teresa Sobral Cunha – Relógio d'Água, 2008, 584 p. ISBN 9789896413972.
- Edição de Jerónimo Pizarro – (Livro do Desasocego, edição crítica) 2 vol. INCM 2010. ISBN 9789722718493.
- Edição de Jerónimo Pizarro – Tinta da China, 2013, 608 p. ISBN 9789896711801.
- Edição de Teresa Rita Lopes – (Livro(s) do Desassossego) Editora Global (Brasil), 2015, 480 p. ISBN 9788526022065.

## Traduções
Castelhano
- Libro del Desasosiego de Bernardo Soares. Traducción del portugués, organización, introducción y notas de Ángel Crespo, 1.ª ed. Barcelona: Editorial Seix Barral, 1984, 398 p. ISBN 84-322-0497-8.
- Libro del desasosiego - compuesto por Bernardo Soares auxiliar de tenedor de libros en la ciudad de Lisboa, traducción de Santiago Kovadloff, 1.ª ed.  Buenos Aires: Emecé Editores, 2000, 512 p. ISBN 9789500421287.
- Libro del desasosiego - compuesto por Bernardo Soares, ayudante de tenedor de libros en la ciudad de Lisboa. Edición de Richard Zenith, traducción del portugués de Perfecto E. Cuadrado Fernández, 1.ª ed. Barcelona: El Acantilado, 2002, 603 p. ISBN 8495359987.

Alemão
- Das Buch der Unruhe des Hilfsbuchhalters Bernardo Soares, aus dem Portugiesischen übersetzt und mit einem Nachwort versehen von Georg Rudolf Lind, 1.ª ed. Zurique: Ammann, 1985, 302 p. ISBN 3-250-10025-0.
- Das Buch der Unruhe des Hilfsbuchhalters Bernardo Soares. Hrsg. Von Richard Zenith. Aus dem Portug. übers. und rev. von Inés Koebel, 1.ª ed. Zurique: Ammann, 2003, 573 p. ISBN 3-250-10450-7.
- Buch der Unruhe Hilfsbuchhalters Bernardo Soares. Übers. Werner Wanitschek, 1.ª ed. Oberursel: Amsel-Verlag. 2007, 419 p. 978-3-9807960-1-9.

Italiano
- Il libro dell'inquietudine di Bernardo Soares, prefazione di Antonio Tabucchi, cura di Maria José de Lencastre, traduzione di Maria José de Lancastre e Antonio Tabucchi 1.ª ed. Milão: Feltrinelli, 1986, 279 p. ISBN 8807050404.
- Il Libro dell'Inquietudine. Trad. Piero Ceccucci / Oietta Abbati, 1.ª ed. Roma: Newton Compton Editori, 2006. ISBN 88-541-0591-0.
- Il libro dell'inquietudine, a cura di Valerio Tocco, 1.ª ed. Milão: Oscar Mondadori, 2011, 451 p. ISBN 978-88-04-61189-9.
- Il libro dell'inquietudine, testo critico di Jeronimo Pizarro, a cura di Paolo Collo, prefazione di Corrado Bologna. Turim: Einaudi, 2012, 527 p. ISBN 978-88-06-21095-3.
- Il secondo libro dell'inquietudine, a cura di Roberto Francavilla, con una nota di Richard Zenith dall'edizione portoghese, 1.ª ed. Milão: Feltrinelli, 2013, 286 p. ISBN 978-88-07-53029-6.

Francês
- Livre de l'Inquiétude. Ed. Inês Oseki-Depré, 1.ª ed. Le Muy: Editions Unes, 1987, 58 p.
- Le Livre de l'Intranquillité de Bernardo Soares. Adapté par Antonio Tabucchi, sous la direction de Robert Bréchon e Eduardo Prado Coelho, introduction de Eduardo Louranço, traduction de Françoise Laye, 1.ª ed. Paris: Christian Bourgois Editeur, 1988, 277 p. ISBN 2-267-00544-8.

Grego
- Το βιβλίο της ανησυχία, prólogo e epilogo Costa E. Tsiropoyloy; trad. Sonias Koymantaroy, 1.ª ed. Atenas: Astrolabos, 1987, 96 p.
- Το βιβλίο της ανησυχία, trad. Annie Spyrako, 1.ª ed. Atenas: Alexandria, 1993, 188 p. ISBN 978-960-221-012-3.
- Το βιβλίο της ανησυχία, trad. Maria Papadima, 1.ª ed. Atenas: Exantas, 2004, 366 p. ISBN 9789602566091.

Húngaro
- A Kétségek Könyve (Részletek). Válogatta és fordította Pál Ferenc, 1.ª ed. Budapeste: Kráter Kiadó, 1989, 170 p. ISBN 963-7847-00-6.
- A Kétségek Könyve. Válogatta és fordította Pál Ferenc, 1.ª ed. Budapeste: Íbisz Konyvkiadó, 1998, 228 p. ISBN 963-858-522-6.

Holandês
- Het Boek der Rusteloosheid Door Bernardo Soares. Gekozen, vertaald en van een nawoord voorzien door Harrie Lemmens, 1.ª ed. Amsterdão: De Arbeiderspers, 1990, 356 p. ISBN  90-295-3369-2.

Catalão
- El Libre del Desfici. Trad. Vimala Devi e Manuel de Seabra, 1.ª ed. Barcelona: De Proa, 1990, 218 p.
- Llibre del Desassossec, Compost per Bernardo Soares, Ajudant de Comptable a la Ciutat de Lisboa. Trad. Gabriel Sampol/Nicolau Dols, 1.ª ed. Barcelona: Quaderns Crema, 2002, 572 p.

Inglês
- The Book of Disquiet: a selection, translated from the Portuguese and with an introduction by Iain Watson, 1.ª ed. Londres: Quartet Encounters, 1991, 195 p. ISBN 0-7043-0153-9.
- The Book of Disquiet, translated from the Portuguese by Alfred Mac Adam, 1.ª ed. Nova Iorque: Pantheon Books, 1991, 278 p. ISBN 0679402349.
- The Book of Disquiet, edited by Maria José de Lancastre, translated by Margaret Jull Costa, 1.ª ed. Londres: Serpent's Tail, 1991, 288 p. ISBN 9781852422042.
- The Book of Disquietude, by Bernardo Soares, assistant bookkeeper in the city of Lisbon. Ed. Richard Zenith, 1.ª ed. Manchester: Carcanet Press / Fundação Calouste Gulbenkian, 1991, 323 p. ISBN 0-14-118304-7.
- The Book of Disquiet, tr. Richard Zenith, 1.ª ed. Londres: Allen Lane, 2001, 508 p. ISBN 0713995270.

Sueco
- Orons Bok. Trad. Lars Axelsson / Margareta Marin, intr. Bengt Holmqvist, 1.ª ed. Lysekil: Bokforlaget Pontes, 1991, 445 p. ISBN 91-86536-48-6.

Checo
- Kniha neklidu. Přeložila a doslov napsala Pavla Lidmilová, 1.ª ed. Praga: Odeon, 1992. 144 p.

Polaco
- Ksiega Niepokoju Napisana Przez Bernarda Soaresa. Trad. e ed. Janina Zofia Klawe, 1.ª ed. Varsóvia: Czytelnik, 1995, 251 p. ISBN 83-07-0241-3-7.
- Ksiega Niepokoju. Trad. Michał Lipszyc, 1.ª ed. Varsóvia: Świat Literacki, 2007, 433 p. ISBN 978-83-60318-32-4.

Dinamarquês
- Rastlos Hedens Bog. Trad. Mone Hvss, 1.ª ed. Copenhaga: Brondums Forlag, 1997, 165 p. ISBN 87-89985-05-2.

Norueguês
- Uroens Bok av Bernardo Soares. Trad. Christian Rugstad, 1.ª ed. Oslo: Solum Forlag, 1997, 454 p. ISBN 9788256011247.

Búlgaro
- Книга на безпокойството - Изповедта на един поет. Trad. Darinka Kirtcheva, 1.ª ed. Sófia: Kibea, 1997, 533 p. ISBN 954-474-110-0.

Finlandês
- Levottomuuden Kirja. Trad. Sanna Pernu / Priit Pärn, 1.ª ed. Helsínquia: Andalusialainen Koira, 1998, 418 p.

Chinês
- 不安之书 (ed. Chinês Tradicional). Trad. Han Shaogong 1.ª ed. Taiwan: Yeren Culture Publishing 1999, 456 p. ISBN 9863841935.
- 不安之书 (Bu an zhi shu, ed. Chinês Simplificado). Trad. Han Shaogong, 1.ª ed. Shanghai: Literature and Art Publishing House, 1999, 456 p. ISBN 9787505985377.
- 不安之书 (seleção). Trad. Chen Shi, 1.ª ed. Changasha: Hunan Wenyi Chubanshe, 2006, 237 p. ISBN 9787540436131.
- 不安之书 (Bu an zhi shu / Livro Inquietação). Trad. Liu Yongjun, 1.ª ed. Pequim: Federation of Literary Press, 2014, 488 p. ISBN 9787505985377.
- 不安之书 (ed. Chinês Tradicional). Trad. Liu Yongjun, 1.ª ed. Taiwan: Yeren Culture Publishing House, 2017, 605 p. ISBN 9789863841937.

Romeno
- Cartea Neliniştirii. Trad. Dinu Flămând, 2 vols, 1.ª ed. Bucareste: Editura Fundaţiei Culturale Române, 2000.

Croata
- Knjiga Nemira. Ed. Richard Zenith, prevela s portugalskoga Tatjana Tarbuk, 1.ª ed. Zagreb: Konzor, 2000, 208 p. ISBN: 953-6317-76-4.
- Knjiga Nemira. Ed. Richard Zenith, prevela s portugalskoga Tatjana Tarbuk. Zagreb: Konzor, 2001, 432 p. ISBN 953-6317-71-0.

Hebreu
- Sefer Ha-i Nah̲at. Trad. Yoram Meltzer, ed. Michal Rosenthal, 1.ª ed. Tel Aviv: Babel Books, 2000, 503 p.

Japonês
- 不穏の書、断章 単行本 (fragmentos). Org. e trad. Naoto Sawada 1.ª ed. Tóquio: Itchisha, 2000, 237 p. ISBN 978-4-7837-2436-0.
- 不安の書 (Livro de Ansiedade). Trad. Tomihiko Takahashi, 1.ª ed. Tóquio: New Thinking Company, 2007, 649 p. ISBN 978-4-7835-1196-0.

Esloveno
- Knjiga Nespokoja. Trad. Barbara Juršič Terseglav, 1.ª ed. Liubliana: Cankarjeva založba, 2001, 566 p. ISBN 961-2-31236-2.

Árabe
- Attoumaanima. Trad. Akhrif Al-Mahdī, 1.ª ed. Rabat: Ministério da Cultura e Comunicação, 2001, 484 p.

Turco
- Huzursuzluğun Kitabı. Trad. Saadet Özen,  1.ª ed. Istanbul: Can Sanat Yayınları, 2006, 536 p. ISBN 978-975-07-0665-3.
- Huzursuzluğun Kitabı. Trad. Saadet Özen,  27.ª ed. Istanbul: Can Sanat Yayınları, 2020, 680 p. ISBN 978-975-07-3686-5.

Hindu
- एक बेचैन का रोज़नामचा. Trad. Sarad Candra, 1.ª ed. Nova Deli: Rajakamal Prakasan, 2007, 128 p. ISBN 978-8-12671-339-4.

Persa
- کتاب دلواپسی. Trad. Jahed Jahanshahi, 1.ª ed. Teerão: Look Publishing, 2008, 335p. ISBN 978-9-64351-274-3.

Albanês
- Libri i shqetësimit nga Bernardo Soares. Trad. Astrit Cani, 1.ª ed. Tirana: Gaid Margot, 2009, 272 p. ISBN 978-9951-613-22-4.
- Libri i shqetësimit nga Bernardo Soares. Trad. Astrit Cani, Tirana: Gaid Margot, 2015, 244 p. ISBN 978-9951-613-22-4.

Russo
- Книга Непокоя. Trad. Iryna Feshchenko-Skvortsova, 1.ª ed. Moscovo: Ad Marginem Press, 2016, 488 p. ISBN 978-5-91103-263-0.
- Книга Непокоя. Trad. Alexandr Dunaev, 1.ª ed. Moscovo: Ad Marginem Press, 2018, 456 p. ISBN 978-5-91103-433-7.

Sérvio
- Knjiga Nespokoja. Trad. Vesna Stamenković, 1.ª ed. Belgrado: Dereta, 2017, 611 p. ISBN 978-86-6457-137-1.